# Diogo Fernandes Santiago
Diogo Fernandes Santiago, nascido no Reino de Portugal em local e data desconhecidos (supõe-se que por volta de 1500 na cidade do Porto ou em Braga) foi um dos primeiros senhores de engenho do período colonial do Brasil, mais especificamente na Capitania de Pernambuco. É também considerado o primeiro judaizante da colônia portuguesa.

## Biografia
Não se sabe o ano de nascimento de Diogo Fernandes Santiago. Em 1542 ele já se encontrava adulto em Pernambuco, pois foi quando recebeu uma sesmaria de Duarte Coelho. Lograva da estima e amizade de Jerônimo de Albuquerque e de sua irmã, a capitoa Brites de Albuquerque. Tornou-se sócio de Pedro Álvares Madeira na sesmaria concedida por Duarte, sob condição de nela erigir um engenho no prazo de cinco anos. O local passou a se chamar Engenho Camaragibe, apesar de na prática não passar de uma pequena plantação de cana que era moída no Engenho Salvador, propriedade do donatário Duarte. Entre os anos de 1454 e 1455, Diogo sofreu grave revés: teve sua plantação de cana inteiramente queimada pelos ameríndios da etnia taboiara. Incapacitado de erigir o engenho, condição fundamental para a posse das terras que recebera do Reino, Diogo recorreu a Jerônimo de Albuquerque que apelou em seu nome, sem êxito. Eis que entra em cena o primo de sua esposa: Bento Dias Santiago, um rico mercador português radicado em Olinda. Em 1563, é autorizada uma nova cessão de terras, sendo que 3/4 pertenceriam a Bento e 1/4 seriam da responsabilidade de Diogo.
Diogo foi esposo da marrana Branca Dias, com quem se juntou na prática do criptojudaísmo assim que sua esposa migrou de Portugal para a Capitania de Pernambuco, fugida da Inquisição, que a manteve presa por dois anos. O casal manteve ao longo da vida uma sinagoga oculta em sua própria casa, para onde se dirigiam outros marranos. Em 1593, por ocasião da chegada do inquisidor Heitor Furtado de Mendonça a Pernambuco, tanto Diogo quanto sua esposa, Branca, além de vários de seus filhos, foram recorrentemente denunciados por moradores por "práticas judias". Diogo e Branca já estavam mortos, mas vários de seus filhos e netos foram admoestados, especialmente a filha Brites Fernandes, que era deficiente física e mental.
Apesar de alguns historiadores se referirem a Diogo como o primeiro cristão-novo e o primeiro senhor de engenho estabelecido no Brasil, isso não é exatamente verdade. Os primeiros senhores de engenho foram os irmãos Albuquerque: Jerônimo e Brites. Também os Albuquerque eram descendentes do judeu Ruy Capão e, portanto, cristãos-novos, assim como Vasco Fernandes de Lucena, que chegara à capitania antes de Diogo.
Em 1565, acometido de um mal súbito cujos sintomas são compatíveis com os de um AVC, Diogo perdeu a fala. Visitado por sua amiga Brites de Albuquerque, que tenta fazê-lo converter-se ao cristianismo, Diogo recusou veementemente a cruz. Morreu fiel ao judaísmo.

## Descendência
Diogo Fernandes Santiago teve onze filhos com Branca Dias. Alguns nasceram em Portugal, outros na capitania de Pernambuco. Em sua obra genealógica intitulada Nobiliarquia Pernambucana, o historiador Borges da Fonseca, referindo-se ao casal, escreve (...) só foi feliz este matrimônio em não haver sucessão dele. Nada mais longe da verdade. Várias das filhas do casal se uniram a homens poderosos da governança pernambucana e deixaram inúmeros descendentes. Historiadores como Evaldo Cabral de Mello estimam que a falsa declaração de Borges da Fonseca tinha o objetivo de proteger os descendentes distantes de Diogo e Branca da sanha da Inquisição.

## Reparação Histórica
Em 2015, Portugal sancionou o decreto 30-A, que concede naturalização portuguesa a todos aqueles capazes de demonstrar serem descendentes de judeus sefarditas. Em decorrência deste decreto, vários brasileiros foram reconhecidos como portugueses, após certificação da Comunidade Israelita de Lisboa de que descendiam de Diogo e de sua mulher, Branca.
Dentre alguns descendentes ilustres de Diogo e Branca, destaca-se o político Ciro Gomes.